# Chrysotrichia
Chrysotrichia är ett släkte av nattsländor. Chrysotrichia ingår i familjen smånattsländor.

## Dottertaxa tillChrysotrichia, i alfabetisk ordning[1]
- Chrysotrichia angkup
- Chrysotrichia aranuwa
- Chrysotrichia arapela
- Chrysotrichia australis
- Chrysotrichia badhami
- Chrysotrichia berduri
- Chrysotrichia bintik
- Chrysotrichia choliona
- Chrysotrichia coodei
- Chrysotrichia dotalugola
- Chrysotrichia duatali
- Chrysotrichia elongata
- Chrysotrichia gajah
- Chrysotrichia ganjie
- Chrysotrichia hapitigola
- Chrysotrichia hatnagola
- Chrysotrichia hermani
- Chrysotrichia hutapadangensis
- Chrysotrichia iomora
- Chrysotrichia likliklang
- Chrysotrichia limacabanga
- Chrysotrichia maratya
- Chrysotrichia margemiring
- Chrysotrichia matakail
- Chrysotrichia menara
- Chrysotrichia monga
- Chrysotrichia paruparu
- Chrysotrichia piring
- Chrysotrichia pisau
- Chrysotrichia poecilostola
- Chrysotrichia porsawan
- Chrysotrichia siriya
- Chrysotrichia sukamade
- Chrysotrichia tabonensis
- Chrysotrichia tajam
- Chrysotrichia tanduk
- Chrysotrichia terpisaduri
- Chrysotrichia tigacabanga
- Chrysotrichia trifida
- Chrysotrichia trisula